# Marcus – Der Gladiator von Rom
Marcus – Der Gladiator von Rom (Originaltitel: Cyclops) ist ein US-amerikanischer Monster-Fernsehfilm aus dem Jahr 2008 von Declan O’Brien. In den Hauptrollen sind Eric Roberts, Kevin Stapleton, Frida Farrell und Craig Archibald zu sehen. Die Handlungsgeschichte ist im mythologischen, antiken Rom angesiedelt.

## Handlung
Unter der Regierung des Kaisers Tiberius wurden die Kassen des römischen Reiches leer und im Imperium setzen Auflösungszustände ein. Auf dem Land trifft eine Gruppe von hungrigen Reisenden auf weidende Schafe und tötet einige, um sie zu verspeisen. Allerdings handelt es sich dabei um das Vieh des dort ansässigen Zyklopen. Der letzte seiner Art attackiert sogleich die Gruppe und tötet alle bis auf einen, der erfolgreich fliehen kann. Der Flüchtling erreicht Rom und berichtet von der Begegnung mit dem einäugigen Riesen. Kaiser Tiberius schickt daher seinen fähigsten Kommandanten Marcus Romulus los, um das Monstrum zu fangen. Obwohl es ihn einige seiner Männer kostet, ist Marcus letztendlich erfolgreich und bringt den Zyklopen nach Rom. Kaiser Tiberius will diesen nun in seinen Zirkus und Arenakämpfe integrieren, um die Staatseinnahmen zu mehren.
Eine Gruppe trotziger Sklaven erfährt, dass sie im Begriff sind, Zyklopenfutter zu werden. Sie fliehen, doch trotz aller Bemühungen werden die Flüchtigen ziemlich schnell gefasst. Obwohl Marcus das Kontingent anführt, das sie gefangen nimmt, ist er gegen die Sklaverei und diskutiert dies mit dem Hauptberater des Kaisers, Falco. Der wütende Tiberius Caesar bestraft Marcus für seinen Ungehorsam, indem er ihn als Gladiator zur Schau stellt. Marcus macht sich in der Arena gut und entdeckt, dass er dem Zyklopen Wörter und menschliches Denken beibringen kann, während der schnelle Riese in seiner Zelle ist. Schließlich verspricht der Kaiser dem Zyklopen im Gegenzug für die Tötung von Marcus die Freiheit. Doch der Zyklop entscheidet sich anders und tötet den Kaiser, nur um im Gegenzug von Falco getötet zu werden. Marcus rächt den Zyklopen und wird der Befreier Roms.

## Hintergrund
Drehort war Sofia in Bulgarien. Das Budget lag bei geschätzten 6 Mio. US-Dollar. Die Erstausstrahlung auf Syfy erfolgte am 6. Dezember 2008.

## Rezeption
„Fantasy-Film mit beachtlichen Effekten, der sich freilich sehr ernst nimmt, was die unfreiwillig erheiternden Aspekte des Films nur noch steigert.“

Actionfreunde hebt die Ausstattung, das Setting, die Kulissen, die ordentlichen Darsteller, das beherzte Gesplatter und die wüste Kombination aus Gladiatorenaction und Creature Feature positiv hervor, kritisiert allerdings die Darstellung der Kreatur, die man gegen Ende auch ein wenig arg herzlos behandelt.